# 道桥镇
道桥镇，是中华人民共和国湖北省孝感市云梦县下辖的一个乡镇级行政单位。

## 行政区划
道桥镇下辖以下地区：
护镇社区、永兴社区、道桥社区、洋湖村、彭岗村、新河村、联护村、共星村、烟墩村、长星村、明星村、永兴村、前北村、前南村、群利村、胜西村、胜东村、新堤村、福兴村、彭村和联合村。